# NGC 234
NGC 234 es una galaxia espiral intermedia localizada en la constelación de Piscis.